# Piège Malaise
Pour les articles homonymes, voir malaise.

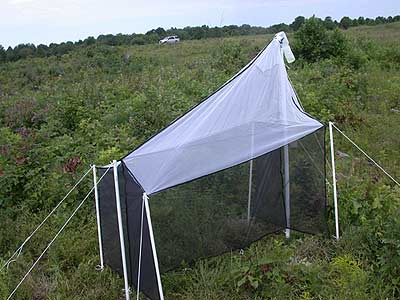
Piège Malaise

Un piège Malaise ou tente Malaise est un piège à interception entomologique mis au point par René Malaise dans les années 1930 en Birmanie. Il est depuis utilisé couramment pour collecter des échantillons d'insectes.

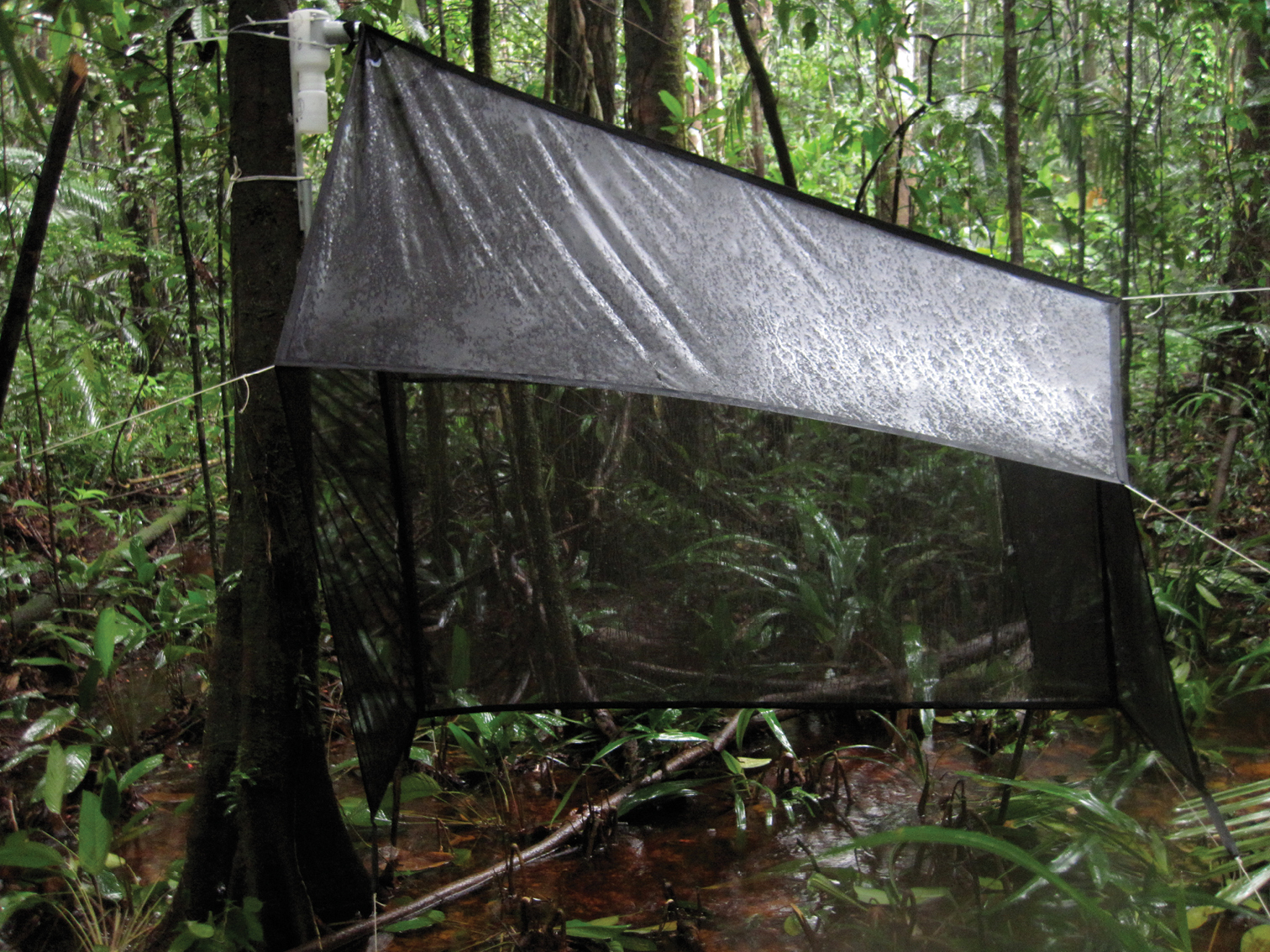
Un piège Malaise en forêt en Guyane

Ressemblant à une tente, le piège consiste en une structure en tissu de type moustiquaire dressée dans le milieu naturel. Une paroi centrale verticale est couverte par un toit constitué de deux pans. L'arête faîtière est inclinée et son extrémité la plus haute aboutit à un flacon d'alcool à 70° qui recueille les insectes. 
Il convient d'installer le piège perpendiculairement aux couloirs de vols des insectes. Le piège n'est pas sélectif et collecte de nombreux groupes d'insectes : hyménoptères, diptères mais aussi rhopalocères, hétérocères, etc. Standardisée, cette méthode de piégeage est passive (donc non attractive) et particulièrement efficace dans l’interception des insectes volants, sauteurs et marcheurs.
Ce dispositif piège les nombreuses espèces qui volent vers le haut quand elles sont bloquées par une barrière. Néanmoins, certains insectes (coléoptères) tombent quand ils sont bloqués par une barrière. Pour piéger ce dernier type d'insectes, un bac rempli d'alcool peut être posé au bas de la cloison principale. Un piège qui est constitué seulement d'un bac placé au-dessous d'une cloison verticale est parfois dénommé « piège à panneau » ou « piège à vitre »,.